# Мишин, Андрей Михайлович
Андре́й Миха́йлович Ми́шин (род. 28 мая 1979, Новочунка) — российский боксёр средней весовой категории, выступал за сборную России во второй половине 1990-х — первой половине 2000-х годов. Чемпион Европы, чемпион Игр доброй воли, многократный победитель и призёр национального первенства, участник летних Олимпийских игр в Сиднее, заслуженный мастер спорта. Также известен как тренер по боксу.

## Биография
Андрей Мишин родился 28 мая 1979 года в посёлке Новочунка Чунского района Иркутской области. Активно заниматься боксом начал в местной секции под руководством заслуженного тренера Минизаита Гусмановича Зайнулина, позже был подопечным Анатолия Георгиевича Катасова, на соревнованиях представлял спортивное общество «Динамо».
Первого серьёзного успеха на ринге добился в 1997 году, когда в среднем весе одержал победу на молодёжном чемпионате Европы — это достижение открыло ему дорогу в национальную сборную. Год спустя на Играх доброй воли в Нью-Йорке Мишин единственный из 24-х участвовавших россиян выиграл золотую медаль, за эту победу был удостоен почётного звания «Заслуженный мастер спорта России».
На чемпионате Европы 2000 года в Тампере получил серебряную награду, в финальном матче уступил титулованному немцу Феликсу Штурму. Благодаря череде удачных выступлений удостоился права защищать честь страны на летних Олимпийских играх в Сиднее, планировал побороться за олимпийское золото, но в первом же матче на турнире со счётом 11:16 неожиданно проиграл французу Фредерику Эстеру. На первенстве мира 2001 года в Белфасте попасть в число призёров не сумел, зато на чемпионате Европы 2002 года в Перми уверенно победил всех своих соперников и занял первое место. В течение некоторого времени тренировался в Чехове у знаменитого российского тренера Валерия Белова, представлял боксёрский клуб «Витязь».
В 2003 году после объединения весовых категорий 67 и 71 кг в одну 69 кг попадал в основной состав сборной уже с трудом, не выдерживая конкуренцию со стороны олимпийского чемпиона Олега Саитова. Одним из последних его турниров стал чемпионат мира в Бангкоке — оставшись без медалей, Мишин принял решение завязать с боксом. После завершения карьеры в большом спорте занялся тренерской деятельностью, работает тренером по боксу в центре физической культуры Иркутского государственного технического университета. Состоит в Российской экологической партии «Зелёные».